# آل-استارز

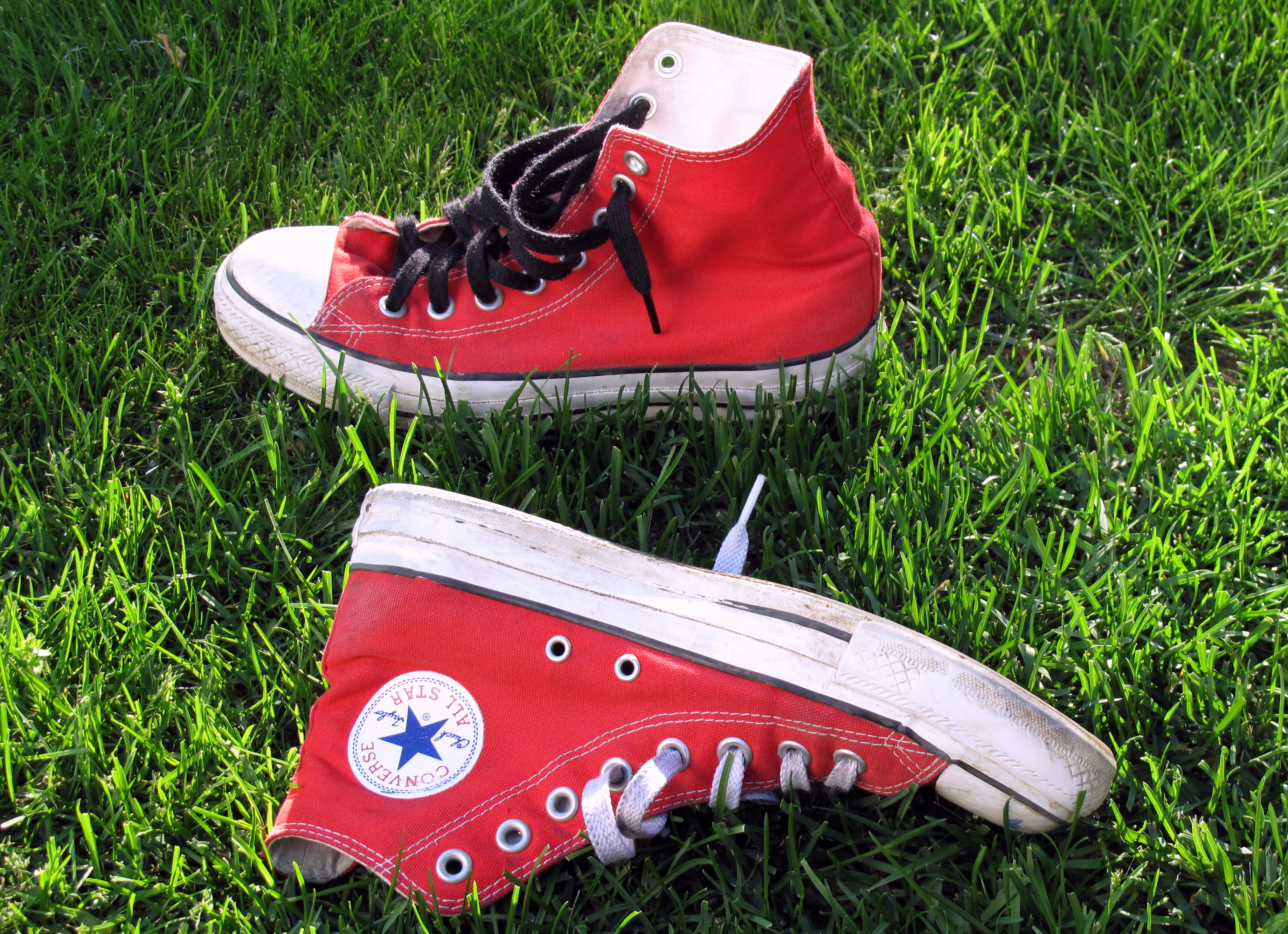
یک جفت کانورس آل-استارز قرمز

چاک تِیلور آل-استارز (انگلیسی: Chuck Taylor All-Stars) یا به‌طور خلاصه آل-استارز یک مدل کفش راحتی است که نخستین بار اوایل سده بیستم توسط شرکت کانورس تولید شد. طراحی این مدل تا امروز تغییر چندانی نداشته و تقریباً به همان صورت اولیه تولید و عرضه می‌شود.
اگرچه کفشهای آل استارز با مواد متنوعی تولید می‌شوند اما مدل اولیه و مرسوم‌ترین مدل آن از کرباس کتان ساخته می‌شود.
در سال ۲۰۱۵ یک مدل پیشرفته‌تر از این کفش با عنوان چاک تیلور ۲ (Chuck Taylor II) عرضه شد که در آن ضمن حفظ ظاهر کلاسیک آل استارز، از مواد سبک و فناوری نایکی بهره گرفته شده‌است.